# Ciklobutadien
Ciklobutadien je najmanji []-anulen ([4]-anulen). On je izuzetno nestabilan ugljovodonik koji ima životni vek kraći od pet sekundi u slobodnom stanju. Njegova hemijska formula je . Četvorougaona struktura je potvrđena infracrvenim studijama. Njegove alternirajuće jednostruke i dvostruke veze ne zadovoljavaju Hikelovo pravilo, jer njegov prsten ima 4 π elektrona. Neka ciklobutadien - metal jedinjenja su stabilna, jer atom metala daje 2 elektrona sistemu.

## Sinteza
Nakon mnogobrojnih pokušaja, ciklobutadien je prvi put sintetisao Rouland Petit 1965. na Univerzitetu Teksasa u Ostinu, mada nije mogao da ga izoluje. Ciklobutadien se može generisati degradacijom iz ciklobutadien metal jedinjenja, na primer  sa amonijum cerijum(IV) nitratom. Ovaj ciklobutadien gvožđe trikarbonil kompleks se priprema iz  i cis-dihlorociklobutena dvostrukom dehidrohalogenacijom.
Ciklobutadien nakon oslobađanja iz kompleksa sa gvožđem reaguje sa elektron-deficitarnim alkinima do Devar benzena:
Devar benzen se konvertuje do dimetil ftalata zagrevanje na 90 °.
Jedan derivat ciklobutadiena je takođe dostupan putem [2+2]cikloadicije di-alkina. U ovoj reakciji zarobljavajući agens je 2,3,4,5-tetrafenilciklopenta-2,4-dienon i jedan od finalnih produkata (nakon uklanjanja ugljen-monoksida) je ciklooktatetraen: